# Sarah Davachi

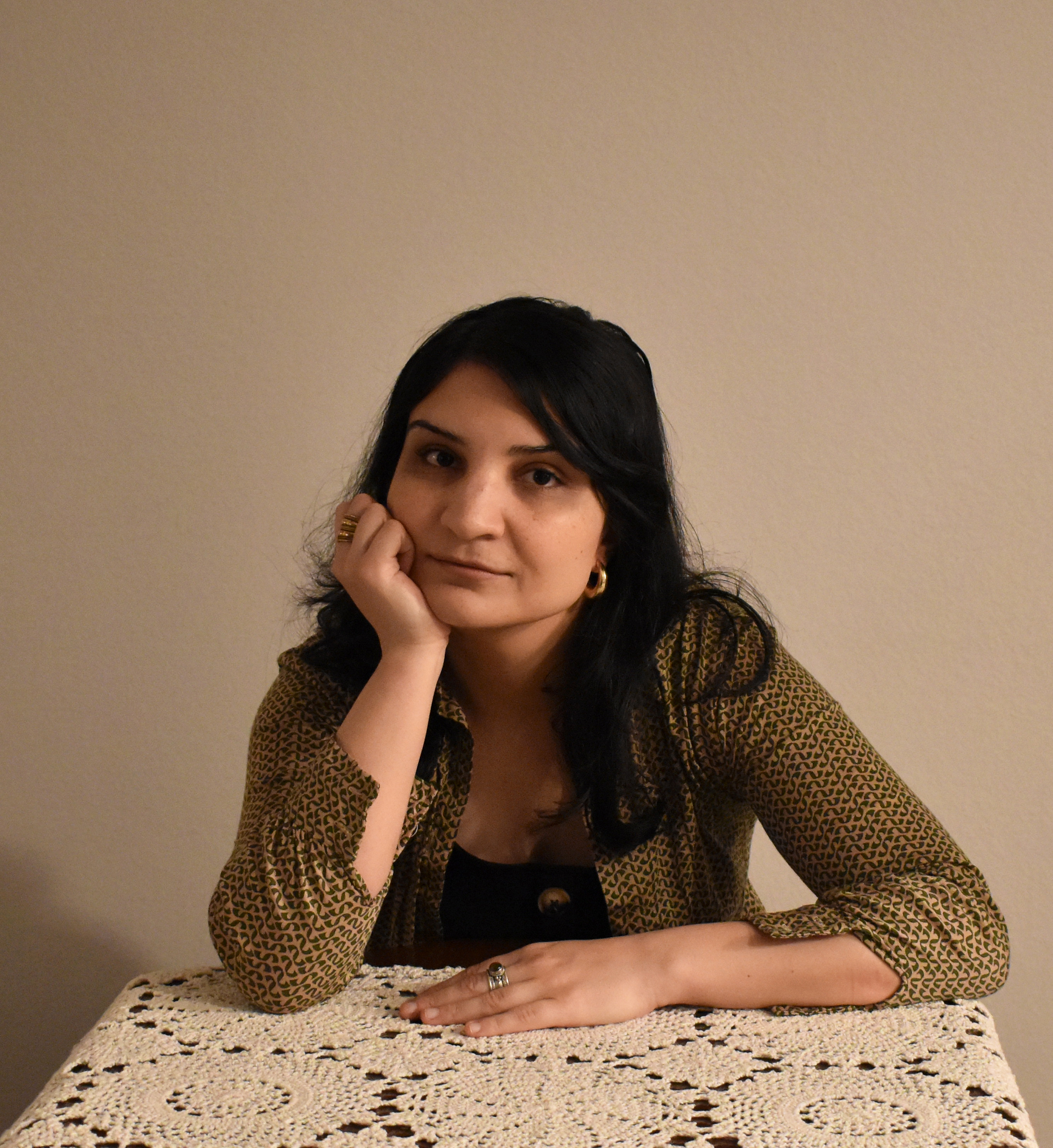
Sarah Davachi (2022)

Sarah Davachi (* 1987 in Calgary) ist eine kanadische Interpretin (Piano, Pfeifenorgel, Synthesizer) und Komponistin elektroakustischer und minimalistischer Musik.

## Wirken
Davachi studierte bis 2010 Psychologie an der University of Calgary, absolvierte 2012 mit einem Master-Abschluss in elektronischer Musik und Aufnahmemedien am Mills College in Oakland und promovierte an der University of California, Los Angeles in Musikwissenschaft mit einer Dissertation über Klangfarbe, Phänomenologie und kritische Organologie.
Über ein Jahrzehnt arbeitete Davachi ab 2007 für das National Music Centre in Kanada als Archivarin, Interpretin und Programmentwicklerin für dessen Sammlung akustischer und elektronischer Tasteninstrumente. Ihre Debüt-EP, The Untuning of the Sky, wurde 2013 von Full Spectrum Records veröffentlicht, nachdem sie zu Künstleraufenthalten in den Niederlanden und Schweden weilte. Weitere EPs und Alben folgten in regelmäßigen Abständen.
Davachi fokussiert auf die Feinheiten des zeitlichen und klanglichen Raums und nutzt lange Laufzeiten und durchdachte harmonische Strukturen, die allmähliche Variationen in der Textur, Obertonkomplexität, psychoakustische Phänomene sowie Stimmung und Intonation betonen. In ihren Werken, die laut Allmusic an das Schaffen von Eliane Radigue und LaMonte Young erinnern, erkundet sie die Psychoakustik durch subtile Variationen spärlicher harmonischer Strukturen. Sie komponiert für Solisten und Kammerensemble, für das London Contemporary Orchestra oder das BBC Scottish Symphony Orchestra mit einer breiten Palette an akustischen und elektronischen Instrumenten. Zudem ist ihr Wirken von minimalistischen und langformigen Grundsätzen, von Form- und Affektkonzepten der Alten Musik sowie von experimentellen Produktionspraktiken der Studioumgebung geprägt.
Als Interpretin absolvierte Davachi zahlreiche Tourneen und Auftritte absolviert und trat unter anderem im Southbank Centre, Barbican Centre, Institut national de l’audiovisuel, der Elbphilharmonie, dem Museum of Modern Art, dem Amsterdamer Orgelpark, der Kunststation St. Peter und dem Museo Reina Sofia auf. Sie lebt in Los Angeles.

## Diskographie (Auswahl)
- 2015: Barons Court (Students of Decay)
- 2016: Dominions (JAZ Records)
- 2016: Vergers (Important Records)
- 2017: All My Circles Run (Students of Decay)
- 2018: Let Night Come on Bells End the Day (Recital)
- 2019: Gave in Rest (Ba Da Bing)[2]
- 2019: Pale Bloom (Superior Viaduct / W25TH)
- 2020: Cantus, Descant (Late Music)
- 2021: Antiphonals (Late Music)
- 2022: Two Sisters (Late Music)
- 2024: TON Meets Sarah Davachi: At Kunst-Station Sankt Peter Köln (Impakt, mit Constantin Herzog, Matthias Muche, Etienne Nillesen)
- 2024: The Head as Form’d in the Crier’s Choir (Late Music)